# Stinky Toys
Stinky Toys es un grupo musical creado en 1976 en París. Asimilado al movimiento punk, el grupo estaba compuesto por Elli Medeiros (voz), Jacno (guitarra), Bruno Carone (guitarra), Albin Dériat (bajo) y Hervé Zénouda (batería).
Participaron en el primer festival punk de Londres en el 100 Club, el 22 de septiembre de 1976 y Elli Medeiros fue tapa de la revista Melody Maker.
A pesar del sostén de la prensa rock de la época los Stinky Toys no tendrán éxito comercial y se separarán en 1979, después de haber grabado dos álbumes. Elli Medeiros y Jacno formarán el dúo Elli et Jacno.
Los Stinky Toys se diferencian del punk-rock por un rock más indolente, dandy y un look juicioso y colorido más próximo de los sesenta. 
El segundo gran éxito de la cantante belga francófona Lio, «Amoreux solitaires», es una adaptación francesa en clave synth pop de un tema del primer álbum de Stinky Toys titulado «Lonely lovers».

## Discografía
- Single « Boozy creed » / « Driver blues » (Polydor 2056 630, 7/77)[3]
- LP Stinky Toys (Polydor 2393 174, finales 1977).[3]
- LP Stinky Toys (diferente del anterior; Vogue LP 8564, 6/79).[3]

## Miembros
- Elli Medeiros - Voz[4]
- Jacno, guitarra
- Bruno Carone, guitarra
- Albin Dériat, bajo
- Hervé Zénouda, batería